# Kazutaka Murase
Kazutaka Murase (japanisch 村瀬 和隆 Murase Kazutaka; * 11. September 1985 in der Präfektur Shiga) ist ein ehemaliger japanischer Fußballspieler.

## Karriere
Murase erlernte das Fußballspielen in der Schulmannschaft der Moriyama Kita High School. Seinen ersten Vertrag unterschrieb er 2004 bei den Vissel Kobe. Der Verein spielte in der höchsten Liga des Landes, der J1 League. Am Ende der Saison 2005 stieg der Verein in die J2 League ab. Für den Verein absolvierte er 24 Ligaspiele. Danach spielte er bei den MIO Biwako Kusatsu und Fukushima United FC. Ende 2011 beendete er seine Karriere als Fußballspieler.